# Bela Mitra
Bela Mitra, (1920 - 31 de juliol de 1952) va ser una revolucionària bengalí implicada amb el Regiment Rani de Jhansi, el regiment femení de l'Exèrcit Nacional Indi, així com una treballadora social.
Mitra va participar activament en el moviment anti britànic des de 1940, quan Subhas Chandra Bose abandonà la sessió de Ramgarh del Congrés Nacional Indi. Es va unir a l'Exèrcit Nacional Indi i va servir en la Brigada Jhansi Rani. Va donar refugi als revolucionaris que sortien de l'Índia, va operar l'emissora de la ràdio Azad Hind i va enviar informació a Singapur des de Calcuta des de gener fins a octubre del 1944. Quan el seu marit va ser arrestat i condemnat a mort el 21 de juny de 1945, va anar a Poona, va pregar a Mahatma Gandhi que aconseguís l'absolució del seu marit per part del govern britànic. Gandhi va escriure cartes al llavors virrei de l'Índia, Lord Wavell, per commutar la sentència de mort, i posteriorment Haridas Mitra va ser alliberada juntament amb tres més: Jyotish Basu, Amar Singh Gill i Pabitra Roy.
El 1947 Mitra va formar una organització social, l'equip de socors de Jhansir Rani. El 1950 va començar a treballar a Abhaynagar, en l'ajut dels refugiats procedents de l'est del Pakistan.
Mitra va néixer com Amita o Bela Bose a Kodalia, al Districte de 24 parganes a l'Índia britànica. Es va casar amb el lluitador nacionalista Haridas Mitra el 1936, qui es convertiria anys més tard en el vicepresident de l'Assemblea de Bengala Occidental. El seu fill Amit Mitra és economista i actual ministre de finances de l'Estat de Bengala Occidental.
Bela Mitra va morir el 1952. La línia Howrah-Bardhaman, de l'estació de ferrocarril de Belanagar, al districte d'Howrah, rebé seu nom el 1958. Aquesta va ser la primera estació de ferrocarril de l'Índia que portava el nom de qualsevol dona d'aquest país.